# Apfelmoose
Die Apfelmoose (Bartramia) sind eine Gattung von Laubmoosen aus der Familie Bartramiaceae. Sie ist benannt nach John Bartram, einem amerikanischen Botaniker und Gärtner (1699–1777).

## Merkmale
Die Moose bilden lockere bis dichte, oft bläulichgrüne Polster. Die Pflanzen können bis um 15 Zentimeter groß werden, sind gewöhnlich gabelig verzweigt und unten rhizoidfilzig. Die meist langen, schmalen, am Rand gesägten Blätter besitzen oft eine halbscheidige bis scheidige Basis. Die Blattzellen sind im unteren Blattbereich rechteckig bis linealisch, dünnwandig und glatt, im oberen Teil rechteckig bis quadratisch, dickwandig und mamillös. Wie auch bei den anderen Moosen der Familie Bartramiaceae sind die Sporenkapseln rundlich (Name Apfelmoose).

## Verbreitung
Die Gattung ist kosmopolitisch verbreitet, schwerpunktmäßig jedoch in den Tropen.

## Arten
Die Angaben über die weltweite Artenanzahl schwanken je nach Quelle von 60 bis etwa 150. Nach Frey-Fischer-Stech werden 60 Arten zur Gattung gezählt. Europäische Arten sind:
- Hallers Apfelmoos (Bartramia halleriana)
- Straffblättriges Apfelmoos (Bartramia ithyphylla)
- Echtes Apfelmoos (Bartramia pomiformis)
- Bartramia stricta
- Bartramia subulata